# ОШ „Павле Поповић” Вранић
Основна школа „Павле Поповић” налази се на територији општине Барајево у селу Вранић.
Име носи по сеоском кнезу, учеснику у Првом и Другом српском устанку, члану Правитељствујушчег совјета и Народне канцеларије Павлу Поповићу (око 1750-1816).
Школа располаже са 10 класичних учионица, 4 кабинета и једном дигиталном учионицом. За потребе физичког васпитања користи се фискултурна сала и отворени терени у дворишту школе.
Поред матичне школе настава се изводи и у издвојеним одељењима у Мељаку и Шиљаковцу.
Стара зграда школе налази се у старом центру села и заштићена је као споменик културе.